# Dichaetomyia cilifemur
Dichaetomyia cilifemur är en tvåvingeart som beskrevs av Adrian C. Pont 1974. Dichaetomyia cilifemur ingår i släktet Dichaetomyia och familjen husflugor. Inga underarter finns listade i Catalogue of Life.